# Hideko Maehata
Hideko Maehata (前畑秀子?, Maehata Hideko; Wakayama, 20 maggio 1914 – 24 febbraio 1995) è stata una nuotatrice giapponese.
Specializzata nella rana, ha vinto l'oro nei 200 m ai Giochi olimpici di Berlino 1936, migliorando l'argento ottenuto quattro anni prima a Los Angeles 1932, sempre nei 200 m rana.
È diventata uno dei Membri dell'International Swimming Hall of Fame.
È stata primatista mondiale dei 200 m rana.

## Palmarès
- Olimpiadi

Los Angeles 1932: argento nei 200 m rana.
Berlino 1936: oro nei 200 m rana.